# Dreamin' (ミルキィホームズのアルバム)
『Dreamin'』（ドリーミン）は、2013年12月18日に響ミュージックからリリースされたミルキィホームズ初のフルアルバム。

## 概要
既発のタイアップ曲2曲に加え、リード曲である「羽ばたいてDreamin'」や、三森すずこ・佐々木未来ペア、徳井青空・橘田いずみペアによるデュエット曲、2曲目となる各ソロ曲、そしてミルキィホームズ シスターズによる新録曲の計10曲が収録されている。

## 特徴
通常盤・初回生産限定盤共に、メンバーブロマイドが4種+シークレット1種の中から1枚封入されている。また、初回生産限定盤には「羽ばたいてDreamin'」のミュージッククリップが2パターンに加え、ドキュメンタリー映像がBlu-ray Discに収録された。

## 収録曲

### CD
1. ぐろーりーぐろーいん☆DAYS [3:29]
歌：ミルキィホームズ
作詞：こだまさおり　作曲・編曲：高田暁
  - TVアニメ「ふたりはミルキィホームズ」OP主題歌
2. いっしょ懸命 [5:39]
歌：シャーロック・シェリンフォード（三森すずこ）＆エルキュール・バートン（佐々木未来）
作詞：PA-NON　作曲：山口朗彦　編曲：大久保薫
3. アコガレmake your dream [4:25]
歌：シャーロック・シェリンフォード（三森すずこ）
作詞：こだまさおり　作曲・編曲：河合英嗣
4. I DO MY BEST!! [3:31]
歌：エルキュール・バートン（佐々木未来）
作詞：こだまさおり　作曲・編曲：山口朗彦
5. わんだふるコンビネーション [3:39]
歌：譲崎ネロ（徳井青空）＆コーデリア・グラウカ（橘田いずみ）
作詞：PA-NON　作曲：Loop-K　編曲：菊谷知樹
6. SU☆PA☆PA☆スター [3:31]
歌：譲崎ネロ（徳井青空）
作詞：こだまさおり　作曲・編曲：山口朗彦
7. 乙女♡危機一髪 [3:43]
歌：コーデリア・グラウカ（橘田いずみ）
作詞：こだまさおり　作曲・編曲：山口朗彦
8. ユメユメエキスプレス [4:01]
歌：ミルキィホームズ
作詞・作曲・編曲：中山真斗(Elements Garden)
  - テレビアニメ『カードファイト!! ヴァンガード リンクジョーカー編』ED主題歌
9. 羽ばたいてDreamin' [4:19]
歌：ミルキィホームズ
作詞：松井五郎　作曲・編曲：高田暁
10. We are the Miracle Holmes♪ [3:39]
歌：ミルキィホームズ　シスターズ（三森すずこ、徳井青空、佐々木未来、橘田いずみ、伊藤彩沙、寺川愛美）
作詞・作曲：YUMIKO 編曲：野村真生

### Blu-ray
1. 羽ばたいてDreamin'（Party Version） [4:25]
2. 羽ばたいてDreamin'（Dance Version） [4:24]
3. 羽ばたいてDreamin' ドキュメンタリー [16:18]
  - Blu-ray Discは初回生産限定盤にのみ付属